# 辛鸣
辛鸣（1969年—），北京大学哲学学士、硕士，山西兴县人，中央党校哲学博士，武汉大学理论经济学博士后研究员，教授，现任中共中央党校研究室处长。
主要社会兼职有：中央电视台特约时政评论员、中国城市经济学会地区与企业发展委员会常务副主任、十届全国青联委员会社会科学界副秘书长等。
2018年两会央视特别报道的嘉宾。